# Мартинович, Слободан
Слобо́дан Марти́нович (род. 25 июля 1945, Белград — 10 января 2015, Смедерево) — сербский, ранее югославский, шахматист; гроссмейстер (1979); тренер. 
В чемпионате Югославии (1980) — 3-4-е место. Лучшие результаты в международных турнирах: Прокупле (1973) — 1-2-е; Врнячка-Баня (1975 и 1977) — 4-е и 4-5-е; Рума (1978) — 1-е; Тимишоара (1979) — 2-3-е; Трстена (1979) — 2-3-е; Смедеревска-Паланка (1981) — 1-е; Стара-Пазова (1981) — 4-6-е; Пловдив (1984) — 1-е; Чуприя (1986) — 3-е; Лиль (1986) — 1-е; Мендризио (1987; 128 участников) — 1-4-е места.

## Изменения рейтинга
| Графики недоступны из-за технических проблем. См. информацию на Фабрикаторе и на mediawiki.org. |